# 利凡斯的明
利凡斯的明（商品名：忆思能，Exelon等）是一种含氮有机化合物，分子式C14H22N2O2，属于膽鹼酯酶抑制劑，用于治疗轻度至中度阿茲海默症。